# 24-Stunden-Rennen von Le Mans 1987

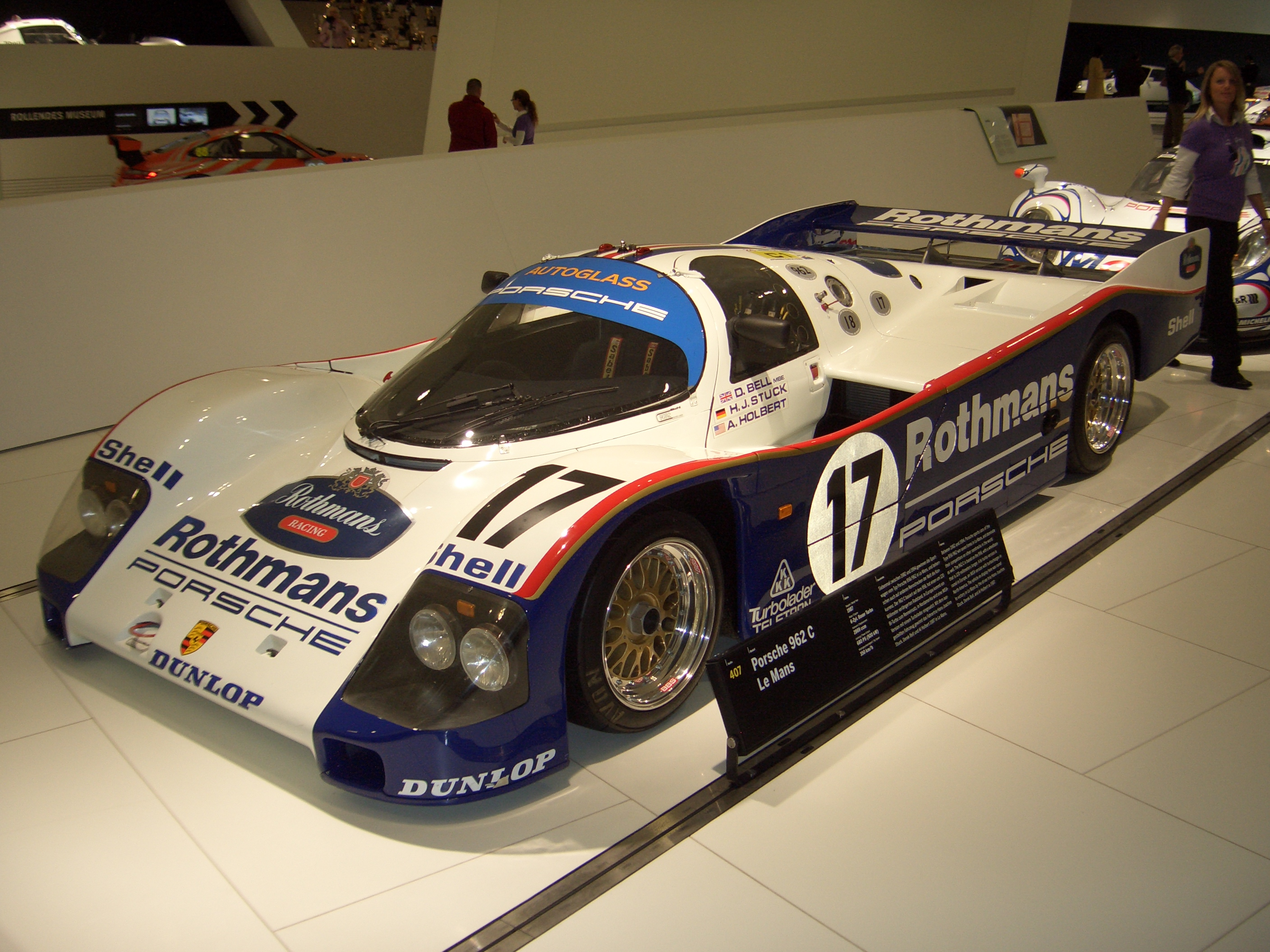
Porsche 962C mit der Startnummer 17; Siegerwagen von Hans-Joachim Stuck, Derek Bell und Al Holbert

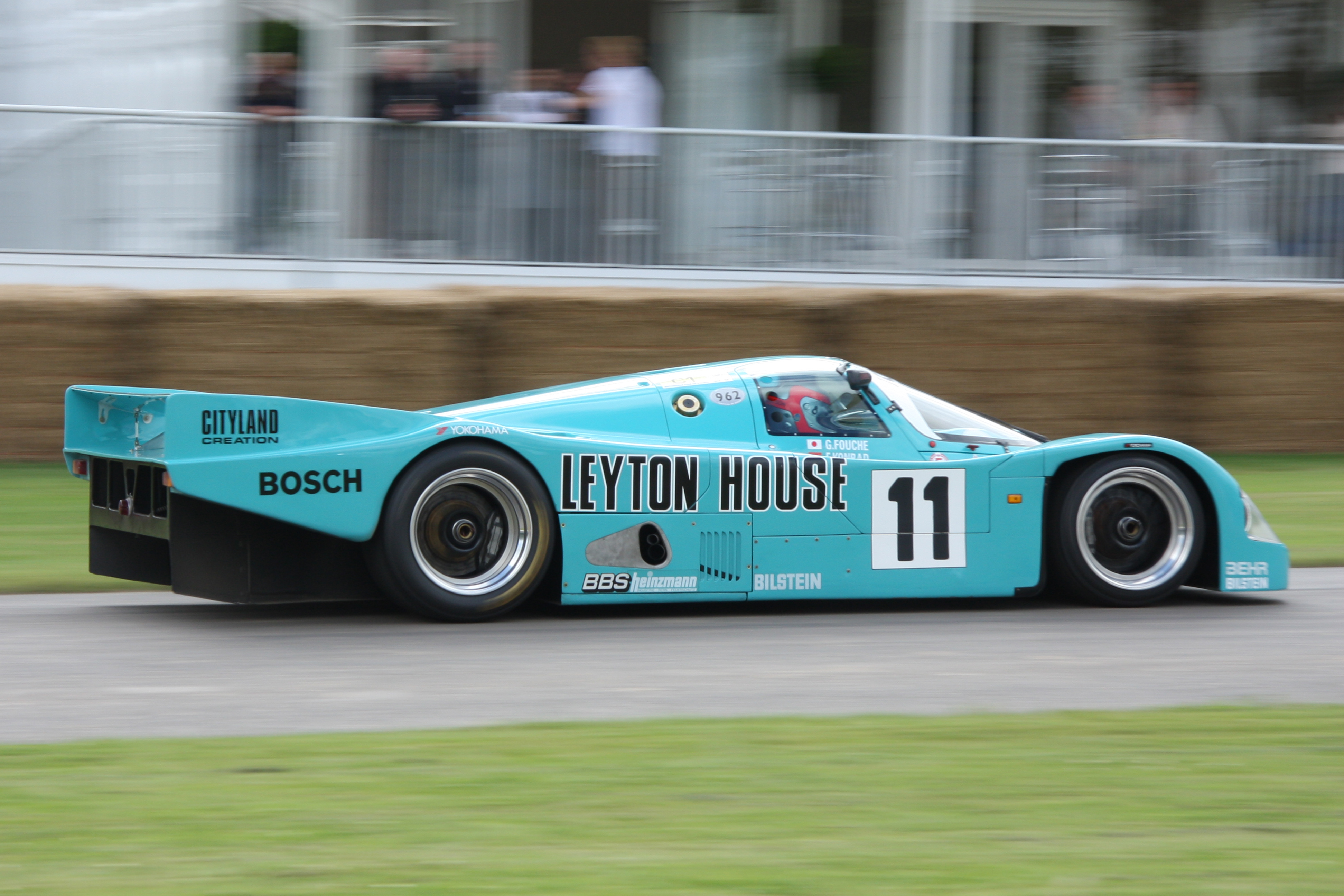
Der Kremer-Racing-962C der im Rennen an der vierten Stelle der Gesamtwertung ins Ziel kam. Am Steuer George Fouché, Franz Konrad und Wayne Taylor

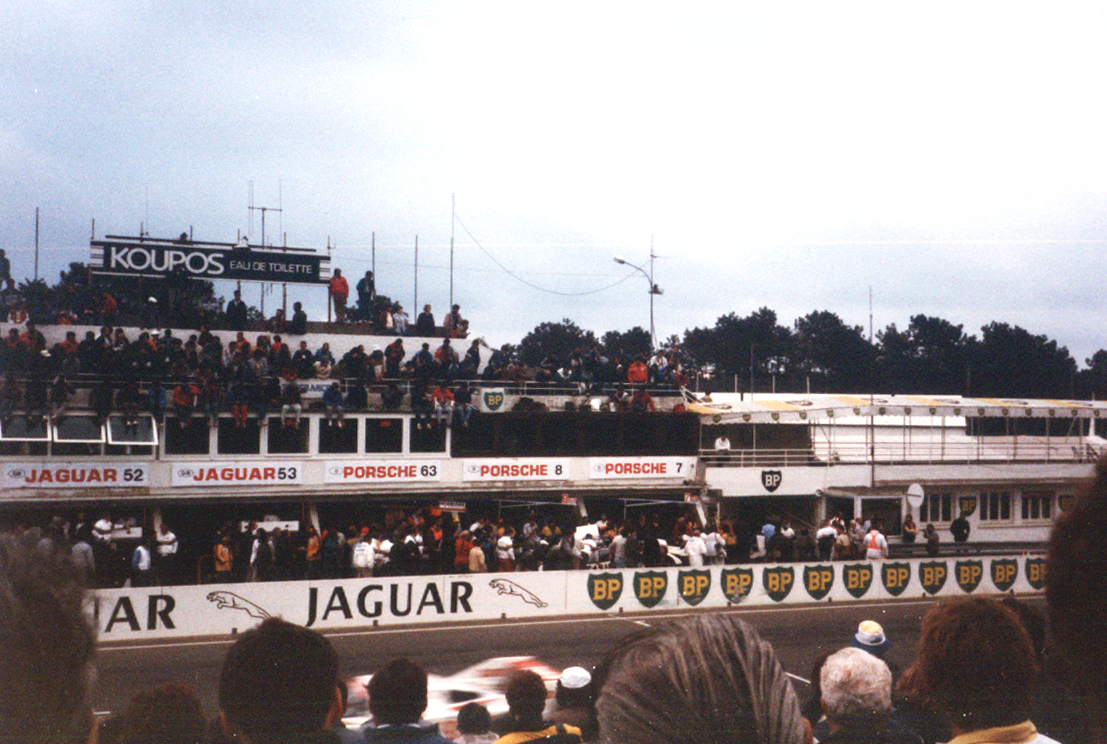
Boxengasse 1987

Das 55. 24-Stunden-Rennen von Le Mans, der 55e Grand Prix d’Endurance les 24 Heures du Mans, auch 24 Heures du Mans, Circuit de la Sarthe, Le Mans, fand vom 13. bis 14. Juni 1987 auf dem Circuit des 24 Heures statt.

## Das Rennen
Das 24-Stunden-Rennen von Le Mans 1987 sollte der letzte Werkseinsatz von Porsche in der Sportwagen-Weltmeisterschaft 1987 werden. Nach diesem Rennen trat das Werksteam bis zum endgültigen Rückzug Ende 1998 fast nurmehr beim 24-Stunden-Rennen in Westfrankreich an. Offiziell bekanntgegeben wurde der Rückzug im Vorfeld des 200-Meilen-Rennens von Nürnberg, das zwei Wochen nach Le Mans stattfand. Als Begründung wurde der 1988 geplante Einstieg in die nordamerikanische CART-Serie angegeben und die volle Konzentration der Porsche-Ingenieure auf die Entwicklung des Porsche 2708 CART. Dass die Überlegenheit der Jaguar XJR-8, mit denen Jaguar die ersten Weltmeisterschaftsläufe der Saison in Jarama, Jerez, Monza und Silverstone gewann, mit die Entscheidung beeinflusste, wurde von der Porsche-Teamleitung nicht bestritten.
Nach Le Mans brachte Porsche zwei 962C mit 3-Liter-6-Zylinder-Flachmotor. Aus den bisherigen Zweierteams wurden Drei-Fahrer-Mannschaften. Zu Hans-Joachim Stuck und Derek Bell kam der US-Amerikaner Al Holbert in den Wagen mit der Startnummer 17. Damit war die Siegermannschaft aus dem Vorjahr wieder vereint. Den zweiten Werkswagen fuhren Bob Wollek, Jochen Mass und Vern Schuppan. Ein dritter Werkswagen wurde in der GTX-Klasse gemeldet. Den Porsche 961 mit der Startnummer 203 fuhren René Metge, Claude Haldi und Kees Nierop. Weitere 962C wurden vom Team von Yves Courage, Kremer Racing, Brun Motorsport, Joest Racing und Richard Lloyd gemeldet.
Favoriten auf den Gesamtsieg waren die Jaguar-Werkswagen. Die XJR-8 mit 7-Liter-V12-Motor wurden von Eddie Cheever/Raul Boesel, Martin Brundle/John Nielsen sowie John Watson/Win Percy/Jan Lammers gefahren. Sauber Motorsport meldete zwei Sauber C9, die von Mike Thackwell, Henri Pescarolo, Hideki Okada, Chip Ganassi und Johnny Dumfries gefahren wurden. TOM's, das Einsatzteam von Toyota brachte mit dem 87C-L einen neuen Prototyp nach Le Mans. Die beiden Wagen mit 2,1-Liter-4-Zylinder-Turbomotor waren prominent besetzt. Im Fahrzeug mit der Nummer 36 saßen der ehemalige Formel-1-Weltmeister Alan Jones, Geoff Lees und Eje Elgh. Den Boliden mit der Nummer 37 pilotierten Tiff Needell, Masanori Sekiya und Kaoru Hoshino. Auch Nissan Motorsports International – mit dem Nissan R87E – und Mazdaspeed – mit dem 757 – brachten Prototypen nach Le Mans.
In der C2-Klasse wurde ein harter Kampf zwischen Spice Engineering und der Curie Ecosse erwartet. Fermín Vélez und Gordon Spice hatten auf einem Spice SE86C bei den drei ersten Saisonrennen jeweils ihre Klasse gewonnen. Beim Letzten Rennen vor Le Mans, dem 1000-km-Rennen von Silverstone, waren jedoch Ray Mallock und David Leslie auf einem Ecosse C286 siegreich geblieben.
Als im Rennen schon nach wenigen Runden die ersten Porsche ausfielen – der Werkswagen von Wollek, Mass und Schuppen – hatte schon nach 16 Runden einen Motorschaden – und die drei Jaguar sicher in Führung lagen, schienen sich die Befürchtungen von Porsche zu bestätigen, das Jaguar auch in Le Mans nicht zu schlagen sei. Aber das britische Team bekam in der Nacht Probleme. Erst schied der Percy/Watson/Lammers-Wagen nach einem Unfall aus, während Win Percy am Steuer saß. Nach einem Reifenschaden auf der Ligne Droite des Hunaudières bei über 300 km/h zerschlugen wegfliegende Reifenteile hintere Karosserieteile des Jaguar die daraufhin wegflogen. Als Folge verlor der Wagen die Bodenhaftung und hob ab, dreht sich in der Luft um die eigene Achse und überschlug sich nach dem Aufprall auf der Straße mehrmals. 600 Meter nach dem Beginn des Unfalls kam das Wrack zum Stehen. Bis auf die Fahrerzelle, ohne Türen und Fenster, war der Wagen völlig zerstört. Bis auf ein paar Kratzer auf dem Helm, entstieg Percy diesem Trümmerhaufen ohne Verletzungen und Schaden. Jan Lammers wechselte daraufhin in den Wagen von Cheever und Boesel. Der lange in Führung liegende Wagen von Martin Brundle und John Nielsen musste nach 231 gefahrenen Runden wegen komplett überhitzen Zylinder abgestellt werden. Da auch der dritte Jaguar unter heißlaufenden Zylindern litt, feierte Porsche einen überraschenden Doppelsieg mit dem Werkswagen von Stuck, Bell und Holpert vor dem Courage-962C, der von Jürgen Lässig, Pierre Yver und Bernard de Dryver gefahren wurde. Dritte wurden Pierre-Henri Raphanel, Yves Courage und Hervé Regout im Courage-Eigenbau Cougar C20. In der C2-Klasse kam es zu erwarten Duell zwischen Spice Engineering und der Ecurie Ecosse, das die Spice-Mannschaft für sich entschied.

## Ergebnisse

### Piloten nach Nationen
| 42 Franzosen   | 31 Briten     | 13 Japaner     | 12 US-Amerikaner | 8 Deutsche   |
| 6 Belgier      | 4 Australier  | 4 Südafrikaner | 3 Dänen          | 3 Kanadier   |
| 3 Schweden     | 3 Schweizer   | 2 Iren         | 2 Niederländer   | 2 Spanier    |
| 1 Argentinier  | 1 Brasilianer | 1 Grieche      | 1 Italiener      | 1 Marokkaner |
| 1 Neuseeländer | 1 Norweger    | 1 Österreicher |                  |              |

### Schlussklassement
| Pos.               | Klasse | Nr. | Team                        | Fahrer                                                 | Chassis          | Motor                              | Reifen | Runden |
| ------------------ | ------ | --- | --------------------------- | ------------------------------------------------------ | ---------------- | ---------------------------------- | ------ | ------ |
| 1                  | C1     | 17  | Rothmans Porsche AG         | Hans-Joachim Stuck Derek Bell Al Holbert               | Porsche 962C     | Porsche Type-935 3.0L Turbo Flat-6 | D      | 355    |
| 2                  | C1     | 72  | Primagaz Competition        | Jürgen Lässig Pierre Yver Bernard de Dryver            | Porsche 962C     | Porsche Type-935 2.8L Turbo Flat-6 | G      | 335    |
| 3                  | C1     | 13  | Primagaz Competition        | Pierre-Henri Raphanel Yves Courage Hervé Regout        | Cougar C20       | Porsche Type-935 2.8L Turbo Flat-6 | M      | 332    |
| 4                  | C1     | 11  | Porsche Kremer Racing       | George Fouché Franz Konrad Wayne Taylor                | Porsche 962C     | Porsche Type-935 2.8L Turbo Flat-6 | Y      | 327    |
| 5                  | C1     | 4   | Silk Cut Jaguar             | Eddie Cheever Raul Boesel Jan Lammers                  | Jaguar XJR-8LM   | Jaguar 6.9L V12                    | D      | 325    |
| 6                  | C2     | 111 | Spice Engineering           | Gordon Spice Fermín Velez Philippe de Henning          | Spice SE86C      | Cosworth DFL 3.3L V8               | A      | 321    |
| 7                  | GTP    | 202 | Mazdaspeed Co. Ltd.         | Dave Kennedy Mark Galvin Pierre Dieudonné              | Mazda 757        | Mazda 13G 2.0L 3-Rotor             | D      | 319    |
| 8                  | C2     | 102 | Ecurie Ecosse               | David Leslie Ray Mallock Marc Duez                     | Ecosse C286      | Cosworth DFL 3.3L V8               | Y      | 308    |
| 9                  | C2     | 121 | Cosmik GP Motorsport        | Dudley Wood Costas Los Tom Hessert                     | Tiga GC287       | Cosworth DFL 3.3L V8               | G      | 275    |
| 10                 | C2     | 114 | Tiga Race Cars              | Thorkild Thyrring John Sheldon Ian Harrower            | Tiga GC287       | Cosworth DBT-E 2.3L Turbo I4       | A      | 272    |
| 11                 | C2     | 177 | Automobiles Louis Descartes | Jacques Heuclin Dominique Lacaud Louis Descartes       | ALD 03           | BMW M88 3.5L I6                    | A      | 270    |
| 12                 | C1     | 40  | Graff Racing                | Jean-Philippe Grand Gaston Rahier Jacques Terrien      | Rondeau M482     | Cosworth DFL 3.3L V8               | G      | 260    |
| Nicht klassiert    |        |     |                             |                                                        |                  |                                    |        |        |
| 13                 | C2     | 127 | Chamberlain Engineering     | Nick Adams Graham Duxbury Richard Jones                | Spice SE86C      | Hart 418T 1.8L Turbo I4            | A      | 240    |
| 14                 | C2     | 178 | Automobiles Louis Descartes | Michel Lateste Gérard Tremblay Sylvain Boulay          | ALD 02           | BMW M88 3.5L I6                    | A      | 236    |
| Ausgefallen        |        |     |                             |                                                        |                  |                                    |        |        |
| 15                 | C2     | 181 | Dune Motorsport             | Neil Crang Jean Krucker Duncan Bain                    | Tiga GC287       | Rover V64V 3.0L V6                 | A      | 260    |
| 16                 | C2     | 108 | Roland Bassaler             | Jean-François Yvon Yves Hervalet Hervé Bourjade        | Sauber SHS C6    | BMW M88 3.5L I6                    | A      | 257    |
| 17                 | C1     | 6   | Silk Cut Jaguar             | Martin Brundle John Nielsen                            | Jaguar XJR-8LM   | Jaguar 6.9L V12                    | D      | 231    |
| 18                 | C2     | 123 | Charles Ivey Racing         | John Cooper Tom Dodd-Noble Max Cohen-Olivar            | Tiga GC287       | Porsche Type-935 2.6L Turbo Flat-6 | G      | 224    |
| 19                 | C2     | 116 | Luigi Taverna Technoracing  | Luigi Taverna Evan Clements Patrick Trucco             | Alba AR3         | Cosworth DFL 3.3L V8               | A      | 219    |
| 20                 | GTX    | 203 | Rothmans Porsche AG         | René Metge Claude Haldi Kees Nierop                    | Porsche 961      | Porsche Type-935 2.8L Turbo Flat-6 | D      | 199    |
| 21                 | C1     | 23  | Nissan Motorsport           | Kazuyoshi Hoshino Kenji Takahashi Keiji Matsumoto      | Nissan R87E      | Nissan VEJ30 3.0L Turbo V8         | B      | 181    |
| 22                 | C2     | 103 | John Bartlett Racing        | Tim Lee-Davey Robin Donovan Raymond Boutinaud          | Bardon DB1/2     | Cosworth DFL 3.0L V8               | A      | 172    |
| 23                 | C2     | 125 | Vetir Racing Team           | Jean-Claude Justice Patrick Oudet Bruno Sotty          | Tiga GC85        | Cosworth DFL 3.3L V8               | A      | 164    |
| 24                 | C1     | 5   | Silk Cut Jaguar Cars        | Jan Lammers John Watson Win Percy                      | Jaguar XJR-8LM   | Jaguar 6.9L V12                    | D      | 158    |
| 25                 | C2     | 198 | Roy Baker Racing            | David Andrews Mark Peters Mike Allison                 | Tiga GC286       | Cosworth DFL 3.3L V8               | A      | 139    |
| 26                 | C2     | 101 | Ecurie Ecosse               | Mike Wilds Les Delano Andy Petery                      | Ecosse C286      | Cosworth DFL 3.3L V8               | Y      | 135    |
| 27                 | C1     | 61  | Kouros Racing               | Mike Thackwell Henri Pescarolo Hideki Okada            | Sauber C9        | Mercedes-Benz M117 5.0L Turbo V8   | M      | 123    |
| 28                 | C1     | 3   | Brun Motorsport             | Bill Adam Richard Spénard Scott Goodyear               | Porsche 962C     | Porsche Type-935 2.8L Turbo Flat-6 | M      | 120    |
| 29                 | C1     | 32  | Nissan Motorsport           | Masahiro Hasemi Takao Wada Aguri Suzuki                | Nissan R87E      | Nissan VEJ30 3.0L Turbo V8         | D      | 117    |
| 30                 | C1     | 15  | Richard Lloyd Racing        | Jonathan Palmer James Weaver Price Cobb                | Porsche 962C GTi | Porsche Type-935 2.8L Turbo Flat-6 | G      | 112    |
| 31                 | C1     | 1   | Brun Motorsport             | Michel Trollé Paul Belmondo Pierre de Thoisy           | Porsche 962C     | Porsche Type-935 2.8L Turbo Flat-6 | M      | 88     |
| 32                 | C1     | 29  | Italya Sports               | Anders Olofsson Alain Ferté Patrick Gonin              | Nissan R86V      | Nissan VG30ET 3.0L Turbo V6        | Y      | 86     |
| 33                 | C1     | 2   | Brun Motorsport             | Oscar Larrauri Jesús Pareja-Mayo Uwe Schäfer           | Porsche 962C     | Porsche Type-935 2.8L Turbo Flat-6 | M      | 40     |
| 34                 | C1     | 37  | Toyota Team Tom’s           | Tiff Needell Masanori Sekiya Kaoru Hoshino             | Toyota 87C-L     | Toyota 3S-GTM 2.1L Turbo I4        | B      | 39     |
| 35                 | C1     | 62  | Kouros Racing               | Chip Ganassi Johnny Dumfries Mike Thackwell            | Sauber C9        | Mercedes-Benz M117 5.0L Turbo V8   | M      | 37     |
| 36                 | GTP    | 201 | Mazdaspeed Co. Ltd.         | Yoshimi Katayama Yōjirō Terada Takashi Yorino          | Mazda 757        | Mazda 13G 2.0L 3-Rotor             | D      | 34     |
| 37                 | C1     | 36  | Toyota Team Tom’s           | Alan Jones Geoff Lees Eje Elgh                         | Toyota 87C-L     | Toyota 3S-GTM 2.1L Turbo I4        | B      | 19     |
| 38                 | C2     | 113 | José Thibault               | José Thibault André Heinrich                           | Chevron B36      | Talbot PRV 3.0L V6                 | A      | 18     |
| 39                 | C1     | 18  | Rothmans Porsche AG         | Bob Wollek Jochen Mass Vern Schuppan                   | Porsche 962C     | Porsche Type-935 3.0L Turbo Flat-6 | D      | 16     |
| 40                 | C1     | 51  | WM Secateva                 | Jean-Daniel Raulet François Migault Pascal Pessiot     | WM P86           | Peugeot PRV 2.8L Turbo V6          | M      | 14     |
| 41                 | C1     | 52  | WM Secateva                 | Roger Dorchy Philippe Gache Dominique Delestre         | WM P87           | Peugeot PRV 2.8L Turbo V6          | M      | 13     |
| 42                 | C2     | 118 | Olindo Iaccobelli           | Olindo Iaccobelli Jean-Louis Ricci Georges Tessier     | Royale RP40      | Cosworth DFL 3.3L V8               | M      | 13     |
| 43                 | C2     | 200 | Dahm Cars Racing Team       | Peter Fritsch Teddy Pilette Jean-Paul Libert           | Argo JM19        | Porsche Type-930 3.2L Turbo Flat-6 | G      | 12     |
| 44                 | C1     | 8   | Joest Racing                | Frank Jelinski Stanley Dickens Hurley Haywood          | Porsche 962C     | Porsche Type-935 2.8L Turbo Flat-6 | G      | 7      |
| 45                 | C1     | 10  | Porsche Kremer Racing       | Kris Nissen Volker Weidler Kunimitsu Takahashi         | Porsche 962C     | Porsche Type-935 2.8L Turbo Flat-6 | Y      | 6      |
| 46                 | C2     | 117 | Team Lucky Strike Schanche  | Martin Schanche Will Hoy Robin Smith                   | Argo JM19B       | Zakspeed 1.8L Turbo I4             | G      | 5      |
| 47                 | C1     | 7   | Joest Racing                | Sarel van der Merwe David Hobbs Chip Robinson          | Porsche 962C     | Porsche Type-935 2.8L Turbo Flat-6 | G      | 4      |
| 48                 | C1     | 42  | Noël del Bello              | Pierre-Alain Lombardi Gilles Lempereur Jacques Guillot | Sauber C8        | Mercedes-Benz M117 5.0L Turbo V8   | G      | 4      |
| Nicht gestartet    |        |     |                             |                                                        |                  |                                    |        |        |
| 49                 | C1     | 19  | Rothmans Porsche AG         | Kees Nierop Price Cobb Vern Schuppan                   | Porsche 962C     | Porsche Type-935 3.0L Turbo Flat-6 | D      | 1      |
| Nicht qualifiziert |        |     |                             |                                                        |                  |                                    |        |        |
| 50                 | C2     | 171 | CEE Sport Racing            | Slim Borgudd Tryggve Gronvall Andrew Ratcliffe         | Tiga GC286       | Volvo 2.3L Turbo I4                | A      | 2      |

1 Ersatzwagen
2 nicht qualifiziert

### Nur in der Meldeliste
Hier finden sich Teams, Fahrer und Fahrzeuge die ursprünglich für das Rennen gemeldet waren, aber aus den unterschiedlichsten Gründen daran nicht teilnahmen.
| Pos. | Klasse   | Nr.  | Team                       | Fahrer                                                       | Chassis                  | Motor                              | Reifen |
| ---- | -------- | ---- | -------------------------- | ------------------------------------------------------------ | ------------------------ | ---------------------------------- | ------ |
| 51   | IMSA GTP | 201T | Mazdaspeed Co. Ltd.        |                                                              | Mazda 757                | Mazda 13G 2.0L 3-Rotor             |        |
| 52   | GTO      |      | North American Racing Team |                                                              | Ferrari                  |                                    |        |
| 53   | C2       |      | Chamberlain Engineering    | Jean-Louis Ricci Georges Tessier Philippe Dagoreau           | Spice SE86C              | Cosworth DFL 3.3L V8               |        |
| 54   | C1       | 9    | Joest Racing               | Stanley Dickens Louis Krages David Hobbs Sarel van der Merwe | Porsche 962C             | Porsche Type-935 2.8L Turbo Flat-6 |        |
| 55   | C1       | 20   | Tiga Team                  | Chico Serra Tim Lee-Davey James Weaver                       | Tiga GC87                | Cosworth DFL 3.3L V8               |        |
| 56   | C1       | 22   | Portman Lamborghini        | Mauro Baldi Tiff Needell                                     | Lamborghini Countach QVX |                                    |        |
| 57   | C1       | 41   | Christian Bussi            | Christian Bussi                                              | Rondeau M482             | Cosworth DFL 3.3L V8               |        |
| 58   | C2       | 109  | Giulio Argenziano          | Pasquale Barberio Costas Los                                 | Tiga GC85                |                                    |        |
| 59   | C2       | 110  | Carma F.F.                 | Angelo Pallavicini Marco Vanoli Uli Bieri                    | Alba AR2                 |                                    |        |
| 60   | C2       | 115  | ADA Engineering            | Ian Harrower Evan Clements                                   | ADA 02                   | Cosworth DFL 3.3L V8               |        |
| 61   | C2       | 130  | Carma F.F.                 | Martino Finotto                                              | Alba AR6                 |                                    |        |
| 62   | C2       | 199  | Roy Baker Racing           | David Andrews Michael Hall                                   | Tiga GC86                | Cosworth DFL 3.3L V8               |        |
| 63   | IMSA GTP | 204  | Richard Cleare Racing      | Richard Cleare                                               | March 85G                |                                    |        |

### Klassensieger
| Klasse    | Fahrer       | Fahrer             | Fahrer              | Fahrzeug     | Platzierung im Gesamtklassement |
| --------- | ------------ | ------------------ | ------------------- | ------------ | ------------------------------- |
| Gruppe C1 | Derek Bell   | Hans-Joachim Stuck | Al Holbert          | Porsche 962C | Gesamtsieg                      |
| Gruppe C2 | Gordon Spice | Fermín Vélez       | Philippe de Henning | Spice SE86C  | Rang 6                          |
| IMSA GTP  | Dave Kennedy | Pierre Dieudonné   | Marc Galvin         | Mazda 757    | Rang 7                          |

### Renndaten
- Gemeldet: 63
- Gestartet: 48
- Gewertet: 12
- Rennklassen: 3
- Zuschauer: unbekannt
- Ehrenstarter des Rennens: unbekannt
- Wetter am Rennwochenende: warm, mit leichten Regenschauern
- Streckenlänge: 13,535 km
- Fahrzeit des Siegerteams: 24:00:00,000 Stunden
- Gesamtrunden des Siegerteams: 355
- Distanz des Siegerteams: 4991,700 km
- Siegerschnitt: 199,661 km/h
- Pole Position: Bob Wollek – Porsche 962C (#18) – 3.21.090 = 242,309 km/h
- Schnellste Rennrunde: Johnny Dumfries – Sauber C9 (#62) – 3.25.400 = 237,224 km/h
- Rennserie: 5. Lauf zur Sportwagen-Weltmeisterschaft 1987